# Crambe cordifolia
Crambe cordifolia is een overblijvende plant uit de kruisbloemenfamilie (Brassicaceae). De plant wordt gebruikt in de siertuin. Pas enkele jaren na het zaaien gaat de plant voor het eerst bloeien. De soort komt van nature voor in de Kaukasus. 
De plant wordt ongeveer 2 m hoog en heeft grijsgroene, behaarde bladeren.
Crambe cordifolia bloeit van mei tot in juli met witte, honingzoet (voor sommige mensen onaangenaam) geurende bloemen. 
De vrucht is een 4-6 × 2,6-6,8 mm groot hauwtje.

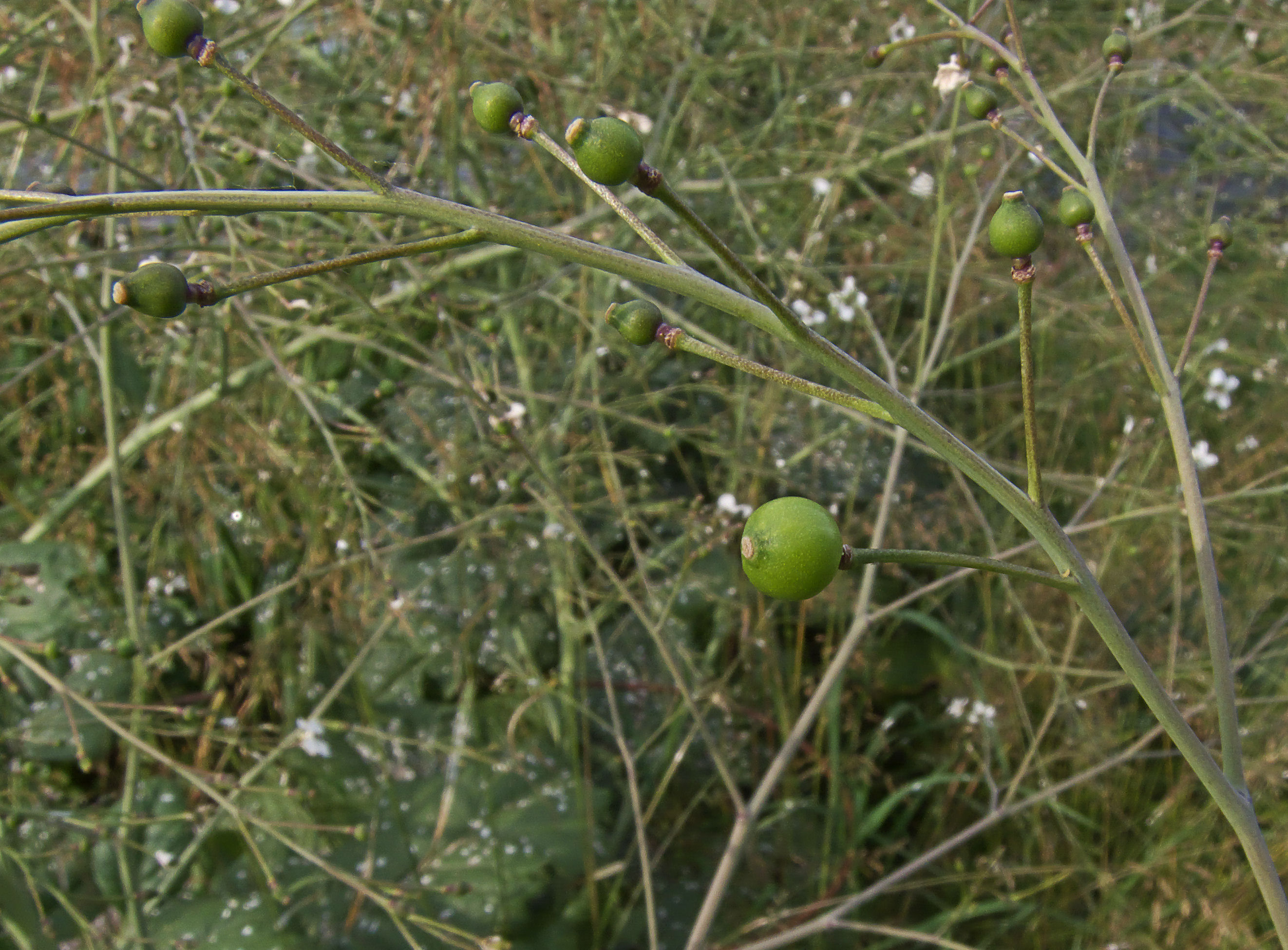
Vruchten

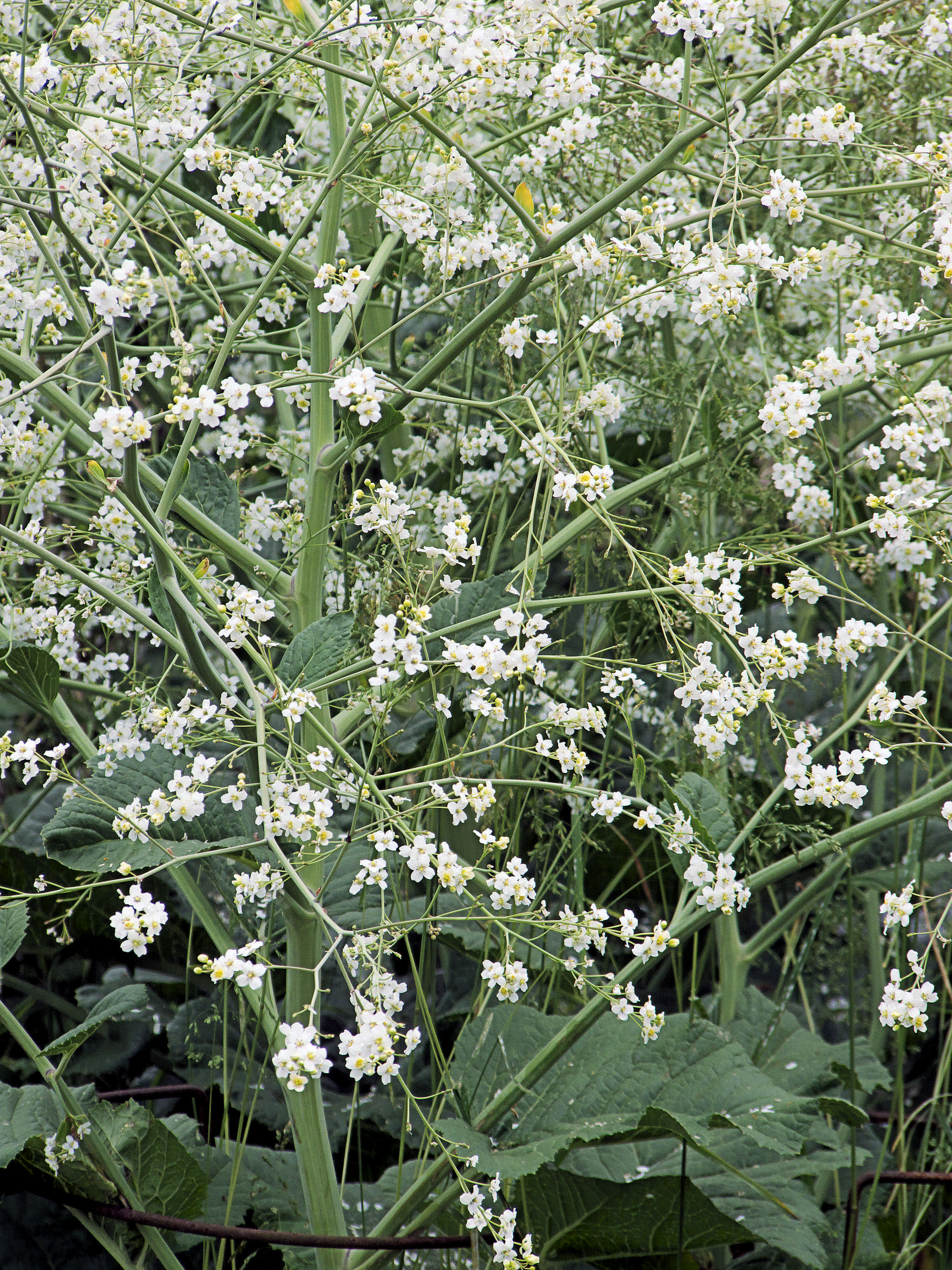
Detail

... · 
C. cordifolia · 
C. maritima (Zeekool) · 
C. santosii · 
...